# Шатизанж ле Губе
Шатизанж ле Губе (фр. Chatuzange-le-Goubet) насеље је и општина у источној Француској у региону Рона-Алпи, у департману Дром која припада префектури Валанс.
По подацима из 2011. године у општини је живело 4857 становника, а густина насељености је износила 171,99 становника/km². Општина се простире на површини од 28,24 km². Налази се на средњој надморској висини од 218 метара (максималној 327 m, а минималној 150 m).

## Демографија
| 1962. | 1968. | 1975. | 1982. | 1990. | 1999. | 2011. |
| ----- | ----- | ----- | ----- | ----- | ----- | ----- |
| 1.622 | 1.777 | 1.875 | 2.554 | 3.619 | 3.975 | 4.857 |

График промене броја становника у току последњих година